# Grandview, Illinois
Grandview är en ort i Sangamon County i delstaten Illinois, USA.